# 艾德熊
艾德熊（英文：A&W Restaurants）是美国的一个快餐连锁店，以独特的饮料根啤而著名。艾德熊是第一个成功的加盟连锁形式，始于1921年的加利福尼亚。今日，他的连锁店遍布世界，提供汉堡包和法式薯条以及热狗。它的许多门店是有侍者的免下车餐厅。 公司名称A&W来自于创始人姓氏首字母，Roy Allen与Frank Wright。艾德熊目前被百胜所收购经营。
該連鎖店在美國以「結霜馬克杯」而著名，在馬克杯被灌入飲料前都會事先在冰箱中冰鎮至結霜然後再給顧客使用。

## 歷史
1919年美國人Roy W. Allen於加州洛迪開設第一家門店。四年後（1923年），又於加州薩克拉門托開設第一间以艾德熊命名的免下車餐廳，以根啤作招徠。到1925年，Roy W. Allen開始藉特許經營擴張門店，業務擴至加州以外。到1933年，艾德熊已於全美擁有170家分店，大多分佈於美國中西部。
1956年於加拿大蒙特婁開設分店，為艾德熊第一家美國以外分店。其後又進軍日本、馬來西亞、新加坡、菲律賓等地。
1980年代，為了擊敗麥當勞的1/4磅漢堡，嘗試用更低的價格販賣1/3磅的漢堡，但是多數的消費者認為1/4磅比1/3磅多，這個策略因而失敗。
2002年5月，被百胜集团收购。
2022年3月，艾德熊宣布將於3月20日退出泰國市場並關閉全泰國26家分店。

## 海外發展

### 台湾的發展
曾在1986年2月22日透過美商安達股份有限公司以艾恩堡正式中文名稱引進，並在西門町商圈的成都路12號開業。

主打商品為熱狗、冰淇淋、艾恩堡的露啤、炸雞與漢堡，並強調艾恩堡速食符合「新鮮」、「天然」、「營養」三特色。

但在幾年後，退出台灣市場，目前台灣已經無法找到。

### 中国大陆的发展

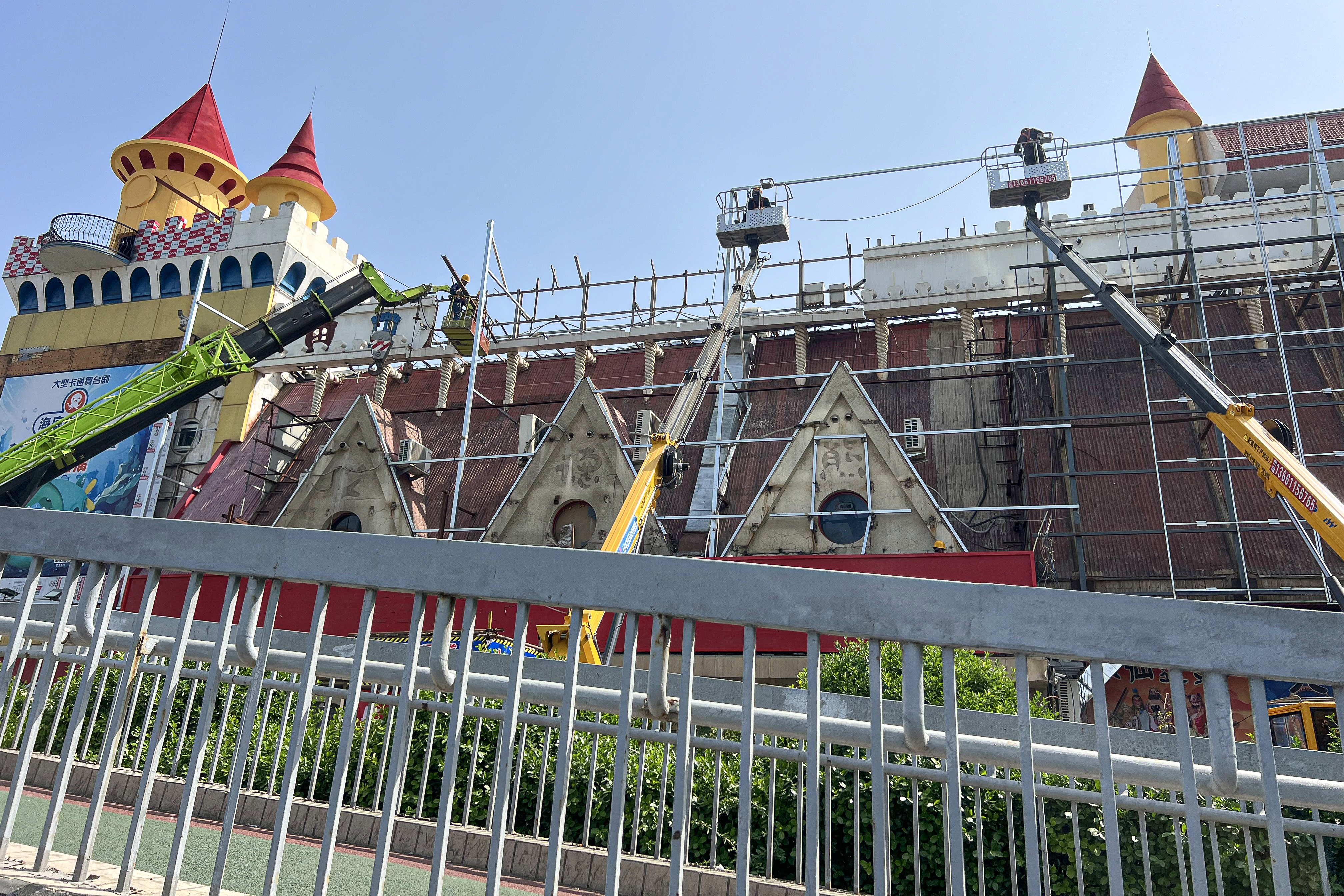
北京中国木偶艺术剧院的艾德熊门店遗迹（2024年4月摄）

艾德熊品牌在中国大陆地区曾由北京爱得威美食娱乐有限公司代理，于1996年进入中国，在北京曾有8家门店，后由于自2000年起拖欠特许经营费，爱得威公司在2002年失去“艾德熊”商标。2002年5月百胜餐饮集团收购美国A&W艾德熊公司的全部股份，但在2003年3月宣布与爱得威美食娱乐有限公司谈判破裂，爱得威公司于2003年破产，艾德熊品牌也随即退出中国大陆市场。

### 新加坡的发展
A&W品牌曾于1966年开始在新加坡营运，後來在2003年因故離開。
隨著樟宜機場第一航厦旁的星耀樟宜购物商场正式啟用，此品牌也在2019年進駐這裡，从此重新打入新加坡市场。星耀樟宜门店开业第一天就吸引了大批饕客前往光顾，导致当日顾客排队等候时间可长达两个半小时。
截至2021年初，A&W在新加坡共设有四间门店。